# Liv Hovde
Liv Hovde, née le 25 octobre 2005, est une joueuse de tennis américaine. 
Sur le circuit junior, elle atteint un rang maximal de 4e mondiale le 4 juillet 2022. Elle est notamment vainqueure du tournoi de Wimbledon 2022 en simple filles. 

## Biographie
Elle est née le 25 octobre 2005, dans le Minnesota. Elle commence à jouer au tennis à cinq ans puis, après un déménagement de sa famille au Texas, elle remporte le Texas Grand Slam moins de 12 ans à l'âge de 10 ans.  
Elle est coachée par Phil Dent.
En 2022, elle atteint en simple filles la demi-finale de l'Open d'Australie, les quarts de finale de Roland-Garros, puis remporte le tournoi de Wimbledon.

### Finale en double en WTA 125
| No | Date       | Nom et lieu du tournoi                   | Catégorie | Dotation  | Surface      | Vainqueures                          | Partenaire  | Score     |          |
| -- | ---------- | ---------------------------------------- | --------- | --------- | ------------ | ------------------------------------ | ----------- | --------- | -------- |
| 1  | 18-11-2024 | Fifth Third Charleston 125 II Charleston | WTA 125   | 115 000 $ | Terre (ext.) | Nuria Brancaccio Leyre Romero Gormaz | Kayla Cross | 7-66, 6-2 | Parcours |

## Parcours en Grand Chelem

### En simple dames
| Année | Open d'Australie | Open d'Australie | Internationaux de France | Internationaux de France | Wimbledon | Wimbledon      | US Open | US Open           |
| ----- | ---------------- | ---------------- | ------------------------ | ------------------------ | --------- | -------------- | ------- | ----------------- |
| 2022  | —                | —                | —                        | —                        | —         | —              | Q1      | Wang Qiang        |
| 2023  | —                | —                | —                        | —                        | Q1        | Diana Shnaider | Q1      | Darja Semeņistaja |
| 2024  | —                | —                | —                        | —                        | —         | —              | Q1      | Nastasja Schunk   |

N.B. : à droite du résultat se trouve le nom de l'ultime adversaire.

## Parcours en WTA 1000
Les tournois WTA 1000 constituent les catégories d'épreuves les plus prestigieuses, après les quatre levées du Grand Chelem.

### En simple dames
| Année |              | WTA 1000                    | WTA 1000 | WTA 1000 | WTA 1000 | WTA 1000 | WTA 1000 | WTA 1000 | WTA 1000 | WTA 1000   | WTA 1000    | WTA 1000 | WTA 1000 |
| Année | Indian Wells | Miami                       | Madrid   | Pékin    |          |          | Dubaï    | Rome     | Canada   | Cincinnati |             | Wuhan    |          |
| Année | Indian Wells | Miami                       | Madrid   | Pékin    |          | Doha     |          | Rome     | Canada   | Cincinnati | Guadalajara |          |          |
| Année | Indian Wells | Miami                       | Madrid   | Pékin    |          |          |          | Rome     | Canada   | Cincinnati |             |          |          |
| 2024  |              | 1er tour (1/64) L. Tsurenko |          |          |          |          |          |          |          |            |             |          |          |

Sous le résultat, l’ultime adversaire.

## Palmarès sur le circuit junior
| Résultat  | No. | Date     | Tournoi                       | Classe       | Surface      | Adversaire       | Score              |
| --------- | --- | -------- | ----------------------------- | ------------ | ------------ | ---------------- | ------------------ |
| Victoire  | 1–0 | Avr 2021 | ITF San Diego, États-Unis     | B1           | Dur          | Elvina Kalieva   | 4–6, 7–5, 6–1      |
| Victoire  | 2–0 | Oct 2021 | ITF Nicholasville, États-Unis | B1           | Dur          | Marina Stakusic  | 3–6, 7–5, 6–3      |
| Victoire  | 3–0 | Mar 2022 | ITF San Diego, États-Unis     | G1           | Dur          | Mayu Crossley    | 7–6(7–5), 6–3      |
| Finaliste | 3–1 | Mai 2022 | ITF Milan, Italie             | GA           | Terre battue | Céline Naef      | 7–6(7–3), 4–6, 3–6 |
| Victoire  | 4–1 | Jul 2022 | ITF Roehampton, Royaume-Uni   | G1           | Gazon        | Johanne Svendsen | 7–6(7–5), 6–3      |
| Victoire  | 5–1 | Jul 2022 | Wimbledon, Royaume-Uni        | Grand Chelem | Gazon        | Luca Udvardy     | 6–3, 6–4           |

## Classements WTA en fin de saison
| Année          | 2022 | 2023 | 2024 |
| Rang en simple | 461  | 336  | 265  |
| Rang en double | –    | 541  | 838  |

Source : (en) Classements de Liv Hovde sur le site officiel de la Fédération internationale de tennis